# Madison Beer
Madison Elle Beer (sinh ngày 5 tháng 3 năm 1999) là một ca sĩ người Mĩ, được sự thu hút của giới truyền thông sau khi ca sĩ nhạc pop Justin Bieber chia sẻ đường link về một video mà cô hát. Sau này cô hát cho hãng Island Def Jam.

## Tiểu sử
Beer sinh ngày 5 tháng 3 năm 1999 tại Jericho, Long Island, New York, là con gái của Robert Beer, (một thợ xây nhà chuyên nghiệp), và Tracie Beer (làm nghề thiết kế nội thất). Cô ấy có một em trai tên Ryder. Bố mẹ Madison đã li hôn, sau đó bố cô lại tái hôn. Cô học tại trường cấp II Jericho sau khi học gia sư tại nhà năm 2012.

## Sự nghiệp
Bắt đầu từ đầu năm 2012, Beer đăng một đoạn video mà cô cover một bài hát nổi tiếng lên YouTube. Beer cuối cùng cũng gây được sự chú ý của Justin Bieber người đã chia sẻ đường link video cover bài hát "At Last" của ca sĩ Etta James' tới 25 triệu người theo dõi của anh ấy. Điều này đã khiến Beer trở thành một hiện tượng toàn cầu trên Twitter và từ đó đã nhận được bảo hiểm đáng kể của phương tiện truyền thông. Bieber đã trực tiếp ký hợp đồng của Beer với hãng đĩa mà anh đang ký hợp đồng với, hãng Island Records. Beer giờ đang được quản lý bởi Scooter Braun cũng là quản lý của Bieber.
Beer cộng tác với Monster High, và đã thu âm một bài hát chủ đề cho hãng tên "We Are Monster High". Tháng 2 năm 2013, Cody Simpson đã phát hành lại bài hát của anh ý tên "Valentine" cùng với Beer, bài hát được phát trên Radio Disney, nhưng không bao giờ được chính thức ra mắt công chúng. Vào ngày 12 tháng 9 năm 2013, Beer cho ra đĩa đơn đầu tay và một MV tên "Melodies", bài hát này được viết bởi Peter Kelleher, Ben Kohn, Thomas Barnes và Ina Wroldsen. MV có sự góp mặt của Justin Bieber.
Beer đang làm một album ra mắt mà cô ấy nói nó là "sự kết hợp giữa Weird Al Yanovick và Sisqo." Album này" có sự rung cảm của R&B pop." Beer nói rằng sẽ có sự kết hợp của nhiều loại bài hát như "những bài nhạc nhẹ, nhạc buồn, nhạc vui, những bài hát về tụi con trai, bài hát hát về chính mình. Tôi hoàn toàn hài lòng với tất cả các bài hát, bởi vì nếu bản thân tôi mà không thích nó thì còn ai thích nữa, bạn hiểu không?" Beer dự kiến phát hành album vào năm 2014. Cô ấy là một fan hâm mộ trung thành của Justin Bieber và luôn lấy anh làm cảm hứng âm nhạc. Vào tháng 4 năm 2014, cô ấy bị bắt gặp cùng với Justin Bieber và Selena Gomez trong phòng thu. Tính đến tháng 5, cô ấy có ít hơn 5 người theo dõi trên Twitter.
"Unbreakable" là single thứ hai từ album tiếp theo của Beer. Bài hát được phát hành vào ngày 17 tháng 6 năm 2014, và được viết bởi Jessica Ashley, Evan Bogart, Heather Miley, Matt Schwartz, Emanuel Kiriakou và Andrew Goldstein, được sản xuất bởi Emanuel Kiriakou và Andrew Goldstein.
Năm 2015, cô chỗ ra mắt 2 đĩa đơn "All for Love" và "Something Sweet"

## Đĩa hát

### Bài hát
| Tên bài hát   | Năm  | Xếp hạng | Doanh thu   | Album |
| Tên bài hát   | Năm  | US       | Doanh thu   | Album |
| ------------- | ---- | -------- | ----------- | ----- |
| "Melodies"    | 2013 | —        | - US: 9.000 | TBA   |
| "Unbreakable" | 2014 | —        |             | TBA   |

### Nghệ sĩ khách mời
| Tên bài hát                                       | Năm  | Album |
| ------------------------------------------------- | ---- | ----- |
| "Valentine" (Cody Simpson featuring Madison Beer) | 2013 | —     |

| Tên bài hát                                                           | Năm  |
| --------------------------------------------------------------------- | ---- |
| "Hãy trao cho anh" (Sơn Tùng M-TP featuring Madison Beer, Snoop Dogg) | 2019 |

### Khác
| Năm  | Tiêu đề               | Album        |
| ---- | --------------------- | ------------ |
| 2013 | "We Are Monster High" | Monster High |

## Phim tham gia
| Năm  | Tên phim            | Vai diễn |
| ---- | ------------------- | -------- |
| 2013 | "Louder Than Words" | Amy      |